# Julien Pierre
Pour les articles homonymes, voir Pierre.

a Compétitions nationales et continentales officielles uniquement.

b Matchs officiels uniquement.
Dernière mise à jour le 16 avril 2018.
Julien Pierre, né le 31 juillet 1981 à Rodez, est un joueur de rugby à XV international français. Il évolue au poste de deuxième ligne au sein du Stade rochelais entre 2001 et 2003, du CS Bourgoin-Jallieu entre 2003 et 2008, de l'ASM Clermont Auvergne entre 2008 et 2015, puis de la Section paloise entre 2015 et 2018.

## Biographie

### Carrière sportive
Julien Pierre grandit aux Sables-d'Olonne. Son grand-père est alors le propriétaire du Zoo des Sables et le créateur du Bioparc de Doué-la-Fontaine.
Formé dans le club de sa ville, le Rugby Club sablais, Julien Pierre rejoint ensuite le Stade rochelais en 1998 et le CS Bourgoin-Jallieu en 2002 dont il sera le capitaine durant la saison 2007-2008.
En mars 2007, il est sélectionné avec les Barbarians français pour jouer un match contre l'Argentine à Biarritz. Les Baa-Baas s'inclinent 28 à 14.
À l'occasion des test matches d'été 2007, il honore sa première sélection avec l'équipe de France et dispute deux rencontres face à la Nouvelle-Zélande.

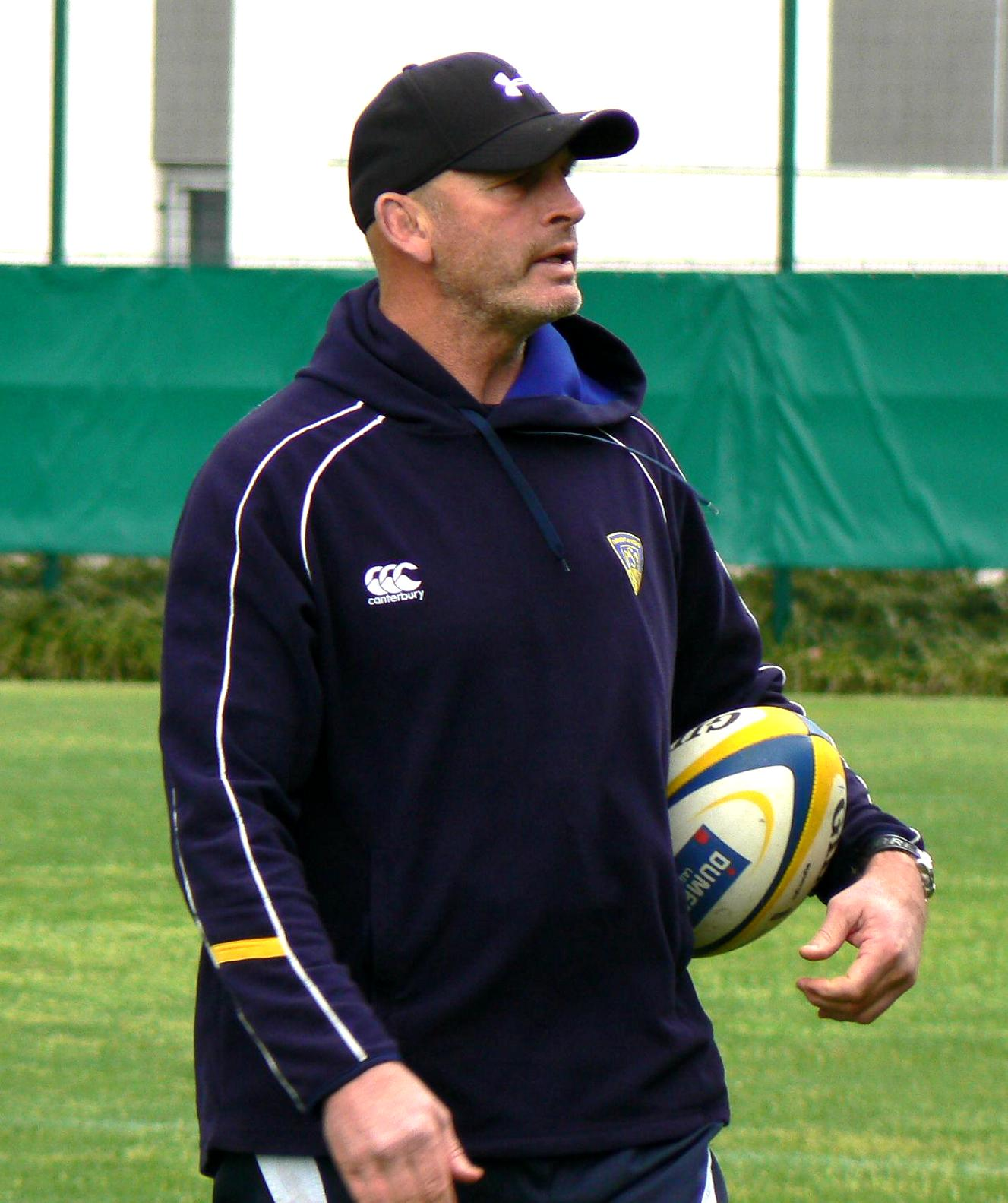
Vern Cotter est le manager de Julien Pierre de 2008 à 2014.

En juin 2008, il est invité avec les Barbarians français pour jouer un match contre le Canada à Victoria. Les Baa-Baas l'emportent 17 à 7.
En 2008, il signe à l'ASM Clermont Auvergne et échoue en finale du Top 14 2008-2009. Il fait son retour en équipe de France lors du Tournoi des Six Nations 2010 et remporte la compétition en réalisant le Grand Chelem. La même année, il devient champion de France avec l'ASM Clermont Auvergne.
En novembre 2012, il est sélectionné dans l'équipe des Barbarians français pour affronter le Japon au Stade Océane du Havre. Les Baa-Baas l'emportent 65 à 41. 
En 2011, il est vice champion du Monde avec l'équipe de France. Il joue son dernier match international l'année suivante, dans le Tournoi des Six Nations, contre le Pays de Galles.
Peu avant la fin de la saison 2014-2015, la Section paloise, qui survole la Pro D2, prépare le renforcement de son effectif en vue de sa montée en première division avec de nombreuses arrivées — dont celle du All Black Conrad Smith — et annonce l'arrivée de Julien Pierre pour la saison suivante.

### Retraite sportive
En 2018, il prend sa retraite sportive et devient coordinateur sportif de son dernier club, la Section paloise.
En 2019-2020, il est directeur du développement et de la formation, il est également chargé des sujets RSE. Il quitte le club en 2020.
En 2020, il est candidat pour intégrer le comité directeur de la Fédération française de rugby. Il est présent en 19e position sur la liste menée par Florian Grill et qui s'oppose à Bernard Laporte, président de la FFR. La liste obtient 9 sièges et Julien Pierre n'est donc pas élu au sein du comité directeur.
Le 13 mars 2025, il intègre le comité directeur de la Ligue nationale de rugby en tant que personnalité qualifiée élue sur proposition de la FFR.

### Engagement pour l'environnement
En 2013, il crée avec le Parc animalier d'Auvergne le fonds de dotation Play for Nature, anciennement La Passerelle Conservation dont il est président. Cet organisme a pour vocation de récolter des fonds à destination de programmes de sauvegarde d'espèces menacées. En novembre 2020, il crée Fair Play For Planet.

## Palmarès

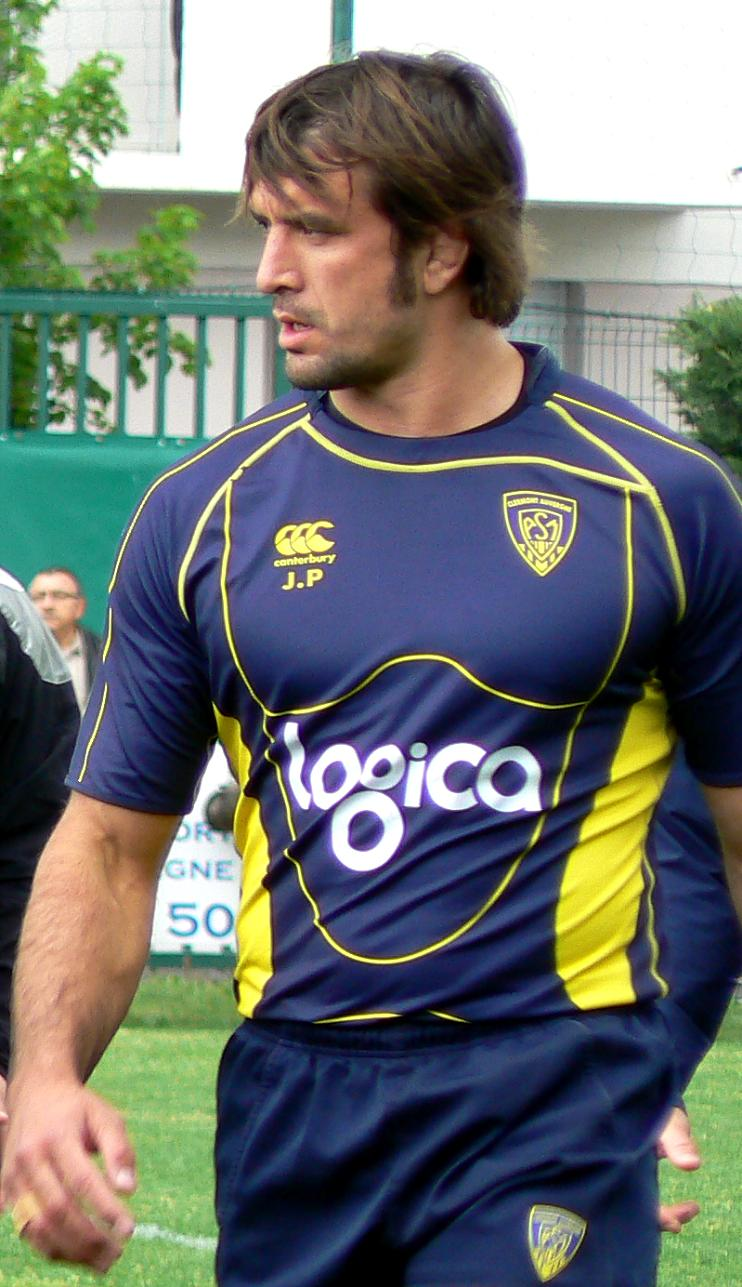
Julien Pierre à l'entraînement avec l'ASM Clermont Auvergne.

### En club
Avec l'ASM Clermont
- Championnat de France :
  - Champion (1) : 2010 avec l'ASM Clermont
  - Finaliste (2) : 2009 et 2015
- Coupe d'Europe (ERCC1): 
  - Finaliste (2) : 2013 et 2015

Avec le CS Bourgoin-Jallieu
- Challenge Sud-Radio 
  - Finaliste (1) 2003

Avec le Stade rochelais
- Coupe de la Ligue 
  - Vainqueur (2) : 2002 et 2003 avec le Stade rochelais
- Championnat de France espoirs :
  - Champion (1) : 2002

### En équipe nationale
- 27 sélections en équipe de France : 2 en 2007, 10 en 2010, 14 en 2011, 1 en 2012[3]
- Finaliste à la Coupe du monde de rugby à XV 2011 en Nouvelle-Zélande
- 5 points (1 essai)[3]
- Tournois des Six Nations disputés : 2010, 2011, 2012
- Grand chelem : 2010
- Équipe de France A
- Sélectionné avec le XV mondial qui a joué contre l'équipe d'Afrique du Sud en juin 2006
- Sélectionné avec les Barbarians français en 2007 contre l'Argentine à Biarritz et en 2008 contre le Canada.

En coupe du monde :
- 2011 : 7 sélections (Japon, Canada, Nouvelle-Zélande, Tonga, Angleterre,Galles)

#### Coupe du monde
| Édition               | Rang      | Résultats France | Résultats J.Pierre | Matchs J.Pierre |
| Nouvelle-Zélande 2011 | Finaliste | 4 v, 0 n, 3 d    | 4 v, 0 n, 3 d      | 7/7             |

Légende : v = victoire ; n = match nul ; d = défaite.

#### Tournoi des Six Nations
| Édition          | Rang | Résultats France | Résultats Pierre | Matchs Pierre |
| ---------------- | ---- | ---------------- | ---------------- | ------------- |
| Six Nations 2010 | 1    | 5 v, 0 n, 0 d    | 5 v, 0 n, 0 d    | 5/5           |
| Six Nations 2011 | 2    | 3 v, 0 n, 2 d    | 3 v, 0 n, 2 d    | 5/5           |
| Six Nations 2012 | 4    | 2 v, 1 n, 2 d    | 0 v, 0 n, 1 d    | 1/5           |

Légende : v = victoire ; n = match nul ; d = défaite ; la ligne est en gras quand il y a Grand Chelem.